# Giorgio Mortara
Giorgio Mortara (Mantova, 4 aprile 1885 – Rio de Janeiro, 30 marzo 1967) è stato un economista e statistico italiano.

## Biografia
Figlio di Lodovico Mortara, ministro della giustizia con il primo governo Nitti, seppure nipote del rabbino di Mantova non venne educato religiosamente. La madre era Clelia Vivanti, sorella del matematico di fama internazionale Giulio Vivanti.
Mortara conseguì molto precocemente ottimi risultati negli studi tanto da laurearsi in Giurisprudenza a Napoli già nel 1905. Successivamente, interessato in particolar modo di statistica e demografia, trascorse un anno accademico a Berlino con lo statistico ed economista russo di origine polacca, Ladislaus von Bortkiewicz studiando la variabile casuale poissoniana che venne applicata da Mortara ai suoi studi statistici su omicidi e alcolismo.

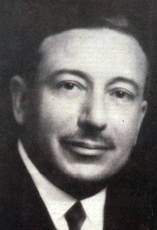
Alberto Beneduce

Rientrato in Italia non ancora venticinquenne, iniziò la libera docenza universitaria, prima a Messina (1909-14), poi a Roma (1915-24) e infine a Milano (1924-38) dove ottenne la cattedra di statistica all'Università Statale e poi la direzione dell'Istituto di statistica della Università Bocconi.
Mortara nel 1910 acquistò con Alberto Beneduce la comproprietà del Giornale degli economisti. Della rivista fu ininterrotto direttore o condirettore fino al 1938, quando entrarono in vigore le leggi razziali fasciste. A causa di ciò Mortara, seppure nel 1933 avesse sottoscritto la tessera del Partito Nazionale Fascista, dovette lasciare la Bocconi e la direzione del Giornale degli economisti. Alla scopo di sottrarre alle mire del regime fascista il più importante giornale italiano di materie economiche e statistiche, Mortara acconsentì che il Giornale degli economisti fosse ceduto a titolo gratuito all'Università Bocconi.
Negli anni immediatamente precedenti l'applicazione delle leggi razziali, fu chiamato dal Governatore Vincenzo Azzolini a collaborare all'istituzione e organizzazione del Servizio studi della Banca d'Italia. Talmente fu apprezzato il suo apporto, che l'istituto d'emissione creò borse di studio “Giorgio Mortara”, ancor oggi distribuite, che sono assegnate per il perfezionamento degli studi all'estero sulle metodologie  matematiche, statistiche ed econometriche.
Nel 1939 emigrò in Brasile dove collaborò con il "Servizio nazionale di censimento" realizzando il primo censimento demografico. Nel Paese che lo accolse in fuga dal regime fascista e gli concesse la cittadinanza, Mortara fondò anche una scuola di demografia. Nel 1956 tornò a insegnare a Roma.

## Pubblicazioni
- Le popolazioni delle grandi città italiane, Unione Tipografico-Editrice Torinese, 1908;
- Le popolazioni di Basilicata e di Calabria all'inizio del secolo ventesimo (1910);
- Tavola di mortalità, secondo le cause di morte, per la popolazione italiana (1901-10), Cecchini, 1914;
- Statistica economica e demografica (1920);
- Prospettive economiche(1921–37), Università commerciale Luigi Bocconi;
- Lezioni di statistica metodologica (1922);
- La salute pubblica in Italia durante e dopo la guerra, G. Laterza & figli, 1925;
- Sui metodi per lo studio della fecondità dei matrimoni, Giornale degli economisti, 1933;
- La realtà economica (1934);
- L'Economia della popolazione, Unione Tipografico-Editrice Torinese, 1960;
- Previsioni sull'incremento della popolazione nel mondo, L'industria (1958);
- Raccolta di Saggi di metodologia demografica (1963).